# Palácsik László
Palácsik László (Miskolc, 1959. május 22. – 2022. január 27.) magyar sífutó, sílövő, olimpikon.

## Pályafutása
1974 és 1985 között a H. Papp József SE versenyzője volt. 1981-ben és 1982-ben sílövészetben 20 km-es távon magyar bajnok lett. 1979 és 1984 között még további nyolc csapatbajnoki címet szerzett sífutásban és sílövészetben. 1977 és 1985 között a válogatott keret tagja volt. Az 1984-es szarajevói téli olimpián 4 × 7,5 km-es biatlonváltóban a 14. helyen végzett társaival: Spisák Jánossal, Mayer Gáborral és Kovács Zsolttal.

## Családja
Keresztlánya Vajna Tímea modell, médiaszereplő.

## Sikerei, díjai
- Magyar bajnokság – sílövészet
  - 20 km
    - bajnok (2): 1981, 1982
    - csapatbajnok (2): 1979, 1983
    - 3. (2): 1979, 1985

  - 10 km
    - 3.: 1982

  - váltó
    - csapatbajnok (2): 1983, 1984
- Magyar bajnokság – sífutás
  - váltó
    - csapatbajnok (3): 1979, 1981, 1983

  - 30 km
    - csapatbajnok: 1981